# Royaume de Lituanie
Ne pas confondre avec le royaume de Lituanie (1918).
1253–1263
Entités précédentes :
- Grand-duché de Lituanie

Entités suivantes :
- Grand-duché de Lituanie

Le royaume de Lituanie (en lituanien : Lietuvos Karalystė) était une monarchie lituanienne qui exista de 1253 à 1263. Mindaugas fut le premier et unique roi couronné de Lituanie. Possédant auparavant le titre de grand-duc, il se fit couronner roi par le pape Innocent IV en 1253. Le statut de royaume disparut après l'assassinat de Mindaugas. Ses successeurs reprirent le titre de grand-duc, mais leur statut était identique au roi. Par la suite, il y eut deux tentatives de restauration du royaume, par Vytautas le Grand en 1430 et par le Conseil de Lituanie en 1918.

## Histoire

### L’avènement de Mindaugas

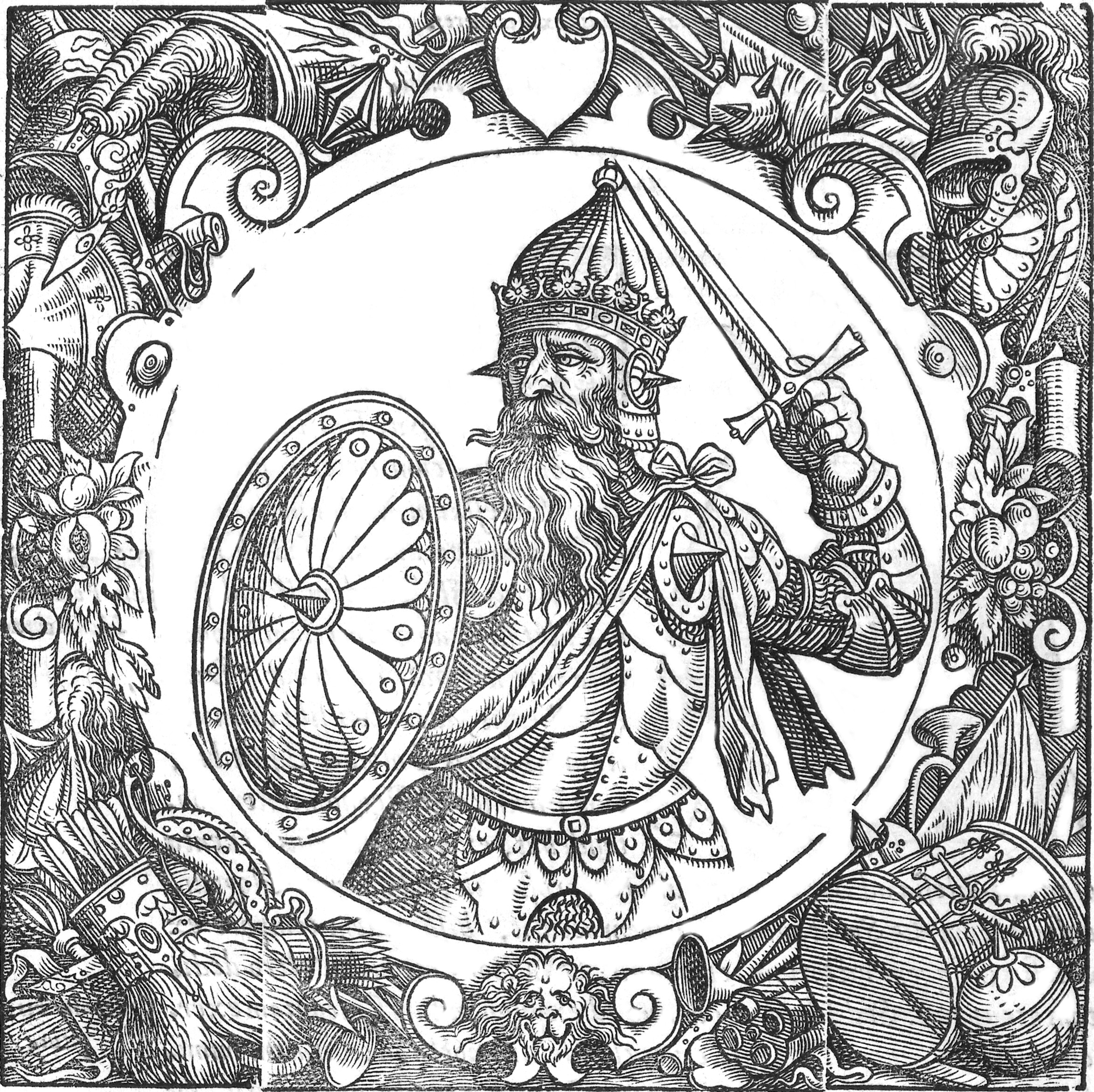
Gravure de Mindaugas de 1578

Au début du XIIIe siècle, la Lituanie était peuplée par de nombreuses tribus baltes païennes qui commencèrent à s'organiser en un État : le grand-duché de Lituanie. Dans les années 1230, Mindaugas émergea comme chef suprême et devint le premier grand-duc de Lituanie vers 1236. Il combattit notamment contre les chevaliers Teutoniques. En 1249, une guerre interne pour le pouvoir éclata entre Mindaugas et ses neveux Tautvilas et Edivydas. À la recherche d'alliés étrangers, il s'allia avec l'ordre de Livonie, qui lui promit la couronne de Lituanie en échange de sa conversion au catholicisme et de quelques terres. Mindaugas sortit vainqueur des conflits internes et le statut de royaume lui fut accordé le 17 juillet 1251, lorsque l’évêque de Chełmno fut mandaté par le pape Innocent IV. Mindaugas et sa femme Morta furent couronnés deux ans plus tard. En 1255, Mindaugas reçut également la permission du pape Alexandre IV pour pouvoir couronner son fils.

### La fin du royaume
Le couronnement de Mindaugas et l'alliance avec l'ordre de Livonie a permis aux deux États de vivre en paix pendant plusieurs années. Pendant ce temps, les Lituaniens ont étendu leurs territoires vers l'est, tandis que la Livonie tenta de conquérir la Samogitie. Cependant, influencé par son neveu Treniota, Mindaugas brisa la paix avec l'Ordre après que celui-ci ait perdu les batailles de Skuodas en 1259 et de Durbe en 1260 contre les Samogitiens. L'influence de Treniota grandissait et ce dernier menait la guerre contre l'Ordre. Mais son point de vue commença à diverger de celui de Mindaugas. Le conflit aboutit à l'assassinat de Mindaugas et de deux de ses fils en 1263. Le pays redevint païen et les monarques postérieurs reprendront le titre de grand-duc de Lituanie, car le titre de roi de Lituanie était destiné à un souverain chrétien. La christianisation de la Lituanie n'aura cependant lieu qu'en 1387.

### Tentatives de restauration du royaume
Il y eut deux tentatives de restauration de la couronne de Lituanie. La première était destinée au grand-duc Vytautas le Grand en 1430. À la suite du congrès de Loutsk de 1429, Vytautas fut proclamé roi de Lituanie par l'empereur Sigismond du Saint-Empire. Malheureusement, la couronne royale, envoyée par Sigismond à Vytautas, fut interceptée par des nobles polonais. Vytautas mourut peu de temps après, sans avoir été couronné roi. 
La deuxième tentative eut lieu en 1918, après le retrait de la Russie de la Première Guerre mondiale. La Lituanie déclare son indépendance de la Russie en février 1918. le Conseil de Lituanie souhaite rétablir une monarchie et le duc d'Urach Guillaume II de Wurtemberg-Urach fut élu pour devenir roi sous le nom de Mindaugas II. Cependant, la monarchie fut de courte durée. Le royaume de Lituanie aurait dû devenir un État client de l'Empire allemand. Mais à la suite de la défaite allemande en novembre 1918, l'idée d'une monarchie fut abandonnée au profit d'une république. Le duc d'Urach n'aura jamais été en Lituanie et ne fut jamais couronné.